# Дольчедо
Дольчедо (італ. Dolcedo) — муніципалітет в Італії, у регіоні Лігурія,  провінція Імперія.
Дольчедо розташоване на відстані близько 440 км на північний захід від Рима, 100 км на південний захід від Генуї, 7 км на захід від Імперії.
Населення — 1440 осіб (2014).
Щорічний фестиваль відбувається 21 грудня. Покровитель — San Tommaso Apostolo.

## Демографія
Населення за роками:

Станом на 1 січня 2023 року в муніципалітеті офіційно проживало 159 іноземців з 18 країн, серед них 83 громадяни країн Євросоюзу та 2 громадяни України.

## Сусідні муніципалітети
- Бадалукко
- Чивецца
- Імперія
- Монтальто-Лігуре
- П'єтрабруна
- Прела
- Таджа
- Вазія